# Flucloxacilline
 (septembre 2016).
 (novembre 2016).
Si vous disposez d'ouvrages ou d'articles de référence ou si vous connaissez des sites web de qualité traitant du thème abordé ici, merci de compléter l'article en donnant les références utiles à sa vérifiabilité et en les liant à la section « Notes et références ».
La flucloxacilline est un composé organique antibiotique bêta-lactamine de spectre étroit, de la classe des pénicillines.

## Principe
Sa principale fonction est de traiter les infections causées par des bactéries Gram-positives sensibles et le Staphylococcus aureus stable c'est-à-dire sensible à l'oxacilline.
En effet, elle est fréquemment utilisée pour prévenir et guérir les infections du nez et de la gorge, telles que les pneumonies et les amygdalites.
En addition, elle peut également traiter les infections du cœur (endocardite infectieuse) et des membranes du cerveau (méningite), de même que de prévenir les infections avant les grandes opérations chirurgicales majeures (celles du cœur par exemple).

## Action
Le mode d'action de cet antibiotique est d'inhiber la synthèse des parois cellulaires bactériennes ou plus précisément les parois des chaînes polymères de peptidoglycanes, principaux constituants des parois des bactéries Gram-positives.